# 辻義人
辻 義人（つじ よしひと、1970年3月20日 - ）は、日本の俳優である。

## 人物
- 大阪府出身。血液型はO型。
- 大阪市立工芸高等学校写真工芸科卒業後、劇団「東京キッドブラザーズ」に研究生として入団。

## 出演

### テレビドラマ
- 元禄繚乱 第20話 （1999年5月23日、NHKテレビ） - 田村家家臣 役
- 恋がしたい恋がしたい恋がしたい 第11話 （2001年9月16日、TBS）
- ウエディングプランナー SWEETデリバリー 第3話 （2002年4月24日、フジテレビ）
- ビッグマネー!〜浮世の沙汰は株しだい〜 第11話 （2002年6月20日、フジテレビ）
- ごくせん第1シリーズ 第11話 （2002年6月26日、日本テレビ）
- First Love 第6話 （2002年5月22日、TBS）
- ぼくが地球を救う 第1話 （2002年7月4日、TBS）
- 真夜中の雨 第1話 （2002年10月10日、TBS）
- ママの遺伝子 第1・2話 （2002年10月11・18日、TBS）
- おとうさん 第9話 （2002年12月8日、TBS）
- 特命係長 只野仁 第1話 （2003年7月4日、テレビ朝日）
- 幸福の王子 第2話 （2003年7月9日、日本テレビ）
- 元カレ 第2話 （2003年7月13日、TBS）
- 高原へいらっしゃい 第6話 （2003年8月7日、TBS）
- 金曜ナイトドラマ 独身3!! 第11話 （2003年12月19日、テレビ朝日）
- ドールハウス 第5話 （2004年2月12日、TBS）
- 土曜ワイド劇場 事件11 OL放火殺人事件と老刑事殺し （2004年2月28日、テレビ朝日）
- アットホーム・ダッド 第8話 （2004年6月1日、フジテレビ）
- ラストプレゼント 娘と生きる最後の夏 第4・5話 （2004年7月28日・8月4日、日本テレビ）
- 救命病棟24時 第3シリーズ 第3話 （2005年1月25日、フジテレビ）
- Mの悲劇 (2005年のテレビドラマ) 第6話 （2005年2月20日、TBS）
- ヤンキー母校に帰る〜旅立ちの時 不良少年の夢 （2005年3月27日、TBS）
- 離婚弁護士II〜ハンサムウーマン〜 第1話 （2005年4月19日、フジテレビ）
- あいくるしい 第3話 （2005年4月24日、TBS）
- 夢で逢いましょう 第4話 （2005年5月5日、TBS）
- 輪舞曲 第1話 （2006年1月15日、TBS）
- 女王の教室 エピソード1〜堕天使〜 （2006年3月17日、日本テレビ）
- プリマダム 第1話 （2006年4月12日、日本テレビ）
- 富豪刑事デラックス 第1話 （2006年4月21日、テレビ朝日）
- PS -羅生門- 第6話 （2006年8月9日、テレビ朝日）
- ケータイ刑事銭形雷2ndシーズン 第9話 （2006年8月26日、BS-i）
- 家族〜妻の不在・夫の存在〜 第1話 （2006年10月20日、テレビ朝日）
- 松本清張ドラマスペシャル・波の塔（2006年12月27日、TBS）
- 月曜ゴールデン 税務調査官・窓際太郎の事件簿15（2007年1月8日、TBS） - 高橋 役
- 金曜プレステージ 女の一代記　向井千秋 （2007年1月12日、フジテレビ）
- 花より男子2 第5話 （2007年2月2日、TBS）
- 拝啓、父上様 第10話 （2007年3月15日、フジテレビ）
- 夫婦道 第1話 （2007年4月12日、TBS）
- 孤独の賭け〜愛しき人よ〜 第8-10話 （2007年5月31日・6月7・14日、TBS）
- 特急田中3号 第8・9話 （2007年6月1・8日、TBS）
- 喰いタン2 第10話 （2007年6月16日、日本テレビ）
- 地獄の沙汰もヨメ次第 第4話 （2007年7月26日、TBS）
- 肩ごしの恋人 第5話 （2007年8月2日、TBS）
- ドリーム☆アゲイン 第1話 （2007年10月13日、日本テレビ）
- ハタチの恋人 第5話 （2007年11月11日、TBS）
- スワンの馬鹿! 〜こづかい3万円の恋〜 第5話 （2007年11月13日、フジテレビ）
- 小児救命 第1話 （2008年10月16日、テレビ朝日）
- JIN-仁- 第1話 （2009年10月11日、TBS）
- インディゴの夜（2010年1月、東海テレビ/フジテレビ） - 望月 役
- 土曜プレミアム 地下鉄サリン事件 15年目の闘い〜あの日、霞ヶ関で何が起こったのか〜 （2010年3月20日、フジテレビ）
- 土曜ワイド劇場 交渉人 遠野麻衣子・最後の事件 （2010年6月26日、テレビ朝日）
- 歸國（2010年8月14日、TBS）
- すべてがFになる 第2話（2014年10月28日、フジテレビ）
- ヒガンバナ〜警視庁捜査七課〜 第2話（2016年1月20日、日本テレビ） - 桐谷雄一 役
- 民衆の敵〜世の中、おかしくないですか!?〜 第1話（2017年10月23日、フジテレビ）
- 和田家の男たち 第3話（2021年11月5日、テレビ朝日）
- アイドル誕生 輝け昭和歌謡（2023年12月1日、NHK BSプレミアム4K / 2024年1月2日、NHK BS）
- Re:リベンジ-欲望の果てに-（2024年4月11日 - 、フジテレビ） - 辻村和人 役[1]